# Propilidium exiguum
Propilidium exiguum é uma espécie de molusco pertencente à família Lepetidae.
A autoridade científica da espécie é W. Thompson, tendo sido descrita no ano de 1844.
Trata-se de uma espécie presente no território português, incluindo a zona económica exclusiva.